# 長信田村
長信田村（ながしだむら）は秋田県仙北郡にあった村。現在の大仙市北東端にあたる。

## 地理
- 山：永代鉢山、黒沢大台山、青シカ山、風鞍、中ノ沢岳、甲山、薬師岳、小杉山、白岩岳、権現山、大台、茶臼山、大森山、扇形山、小滝山
- 河川：川口川、斉内川

## 歴史
- 1889年（明治22年）4月1日 - 町村制の施行により、斉内村、永代村、川口村、太田村、小神成村、東今泉村の区域をもって発足。
- 1955年（昭和30年）3月31日 - 横沢村と合併して太田村が発足。同日長信田村廃止。

## 交通

### 道路
- 羽州街道（現・秋田県道11号角館六郷線）

## 著名出身者
- 鈴木空如 (仏画師)